# Godfried Dejonckheere
Godfried Dejonckheere (Roeselare, 1 juni 1952) is een voormalige Belgische atleet, die gespecialiseerd was in het snelwandelen. Hij nam driemaal deel aan de Olympische Spelen en veroverde in totaal achtentwintig Belgische titels.

## Biografie
Godfried Dejonckheere verhuisde als tienjarige naar Zuid-Afrika. Hij bleek aanleg hebben voor het snelwandelen. Vanwege de apartheid werd Zuid-Afrika geweerd van internationale sporttoernooien en daarom kwam hij terug naar België om er verder te trainen.
In 1972 behaalde Dejonckheere een eerste van zeven opeenvolgende Belgische titels op de 20 km snelwandelen. Het jaar nadien, in 1975 en 1976, veroverde hij ook de titel op de 50 km snelwandelen. In 1976 nam hij op de 20 km snelwandelen deel aan de Olympische Spelen van Montreal. Hij werd vijfentwintigste.
Na een onderbreking van enkele jaren werd Dejonckheere in 1985 opnieuw Belgisch kampioen op de 50 km snelwandelen. In 1987 volgde een nieuwe titel en nam hij op deze afstand deel aan de wereldkampioenschappen in Rome, waar hij tiende werd. Het jaar nadien veroverde hij de Belgische titel op beide afstanden en nam hij op beide afstanden deel aan de Olympische Spelen van Seoel. Hij werd vijfendertigste op de 20 km en gaf op in de 50 km. Tot 1992 volgden nog vier titels op de 50 km en drie op de 20 km. 
In 1990 nam Dejonckheere op de 50 km deel aan de Europese kampioenschappen in Split. Hij gaf op. Het jaar nadien werd hij op dezelfde afstand negende op de WK in Tokio. In 1992 nam hij op deze afstand deel aan de Olympische Spelen van Barcelona. Hij werd gediskwalificeerd. Het jaar nadien nam hij voor de derde maal deel aan de WK, ditmaal in Stuttgart. Ook deze maal gaf hij op.

### Clubs
Dejonckheere was aangesloten bij Koninklijke Kortrijk Sport.

## Belgische kampioenschappen
| Onderdeel                  | Jaar                                                            |
| -------------------------- | --------------------------------------------------------------- |
| 5000 m indoor snelwandelen | 1989, 1990, 1991, 1992                                          |
| 20 km snelwandelen         | 1972, 1973, 1974, 1975, 1976, 1977, 1978 1988, 1989, 1990, 1992 |
| 50 km snelwandelen         | 1973, 1975, 1976 1985, 1987, 1988, 1989, 1990, 1991, 1992       |

## Persoonlijke records
| Onderdeel          | Prestatie    | Datum             | Plaats  |
| ------------------ | ------------ | ----------------- | ------- |
| 20 km snelwandelen | 1:26.24,5    | 2 september 1989  | Brussel |
| 50 km snelwandelen | 3:47.34 (NR) | 10 september 1989 | Arras   |

## Palmares

### 5000 m indoor snelwandelen
- 1989:  BK AC indoor – 21.19,1
- 1990:  BK AC indoor – 20.00,66
- 1991:  BK AC indoor – 21.21,95
- 1992:  BK AC indoor – 21.01,26
- 1993:  BK AC indoor – 22.11,53

### 20 km snelwandelen
- 1972:  BK AC – 1:37.39
- 1973:  BK AC – 1:36.03
- 1974:  BK AC – 1:35.01
- 1975:  BK AC – 1:32.25
- 1976:  BK AC – 1:38.25
- 1976: 25e OS in Montreal – 1:35.03,8
- 1977:  BK AC – 1:38.35
- 1978:  BK AC – 1:37.44
- 1988:  BK AC – 1:26.24,5
- 1988: 35e OS in Seoel– 1:27.14
- 1989:  BK AC – 1:29.18,4
- 1990:  BK AC – 1:28.38
- 1992:  BK AC – 1:33.50

### 50 km snelwandelen
- 1973:  BK AC – 4:59.40
- 1975:  BK AC – 4:27.36
- 1976:  BK AC – 4:48.17
- 1985:  BK AC – 4:13.55
- 1987:  BK AC – 4:14.28
- 1987: 10e WK in Rome  – 3:52.21
- 1988:  BK AC – 3:51.55
- 1988: DNF OS in Seoel
- 1989:  BK AC – 3:50.30
- 1990:  BK AC – 4:06.19
- 1990: DNF EK in Split
- 1991:  BK AC – 3:54.54
- 1991: 9e WK in Tokio  – 4:07.44
- 1992:  BK AC – 4:12.35
- 1992: DSQ OS in Barcelona
- 1993: DNF WK in Stuttgart

NR: nationaal record

BK: Belgisch kampioenschap
 
EK: Europees kampioenschap

WK: Wereldkampioenschap

OS: Olympische Spelen

DSQ: gediswalificeerd

DNF: opgegeven

## Onderscheidingen
- 1989: Gouden Spike
- 1991: Gouden Spike